# Скерлич, Йован
Йован Скерлич (серб. Јован Скерлић; 8 августа 1877, Белград, — 3 мая 1914, там же) — сербский литературовед, критик, журналист.

## Биография
Происходил из семьи среднего достатка. Сын Персиды и Милоша Скерлича, владельца небольшого магазина. У Йована были две сестры: Йованка и Елена, последняя позже вышла замуж за Владимира Чоровича. Скерлич окончил начальную и среднюю школу в Белграде. В 1899 году окончил Белградский университет. Во время учёбы начал принимать участие в политической деятельности. В 1899—1904 годах учился в Лозанне, где в 1901 году защитил докторскую диссертацию «Общественное мышление Франции с политической и социальной поэзии 1830—1848». В дальнейшем слушал лекции в университетах Парижа и Мюнхена.
В 1904 году вернулся в Белград. Работал преподавателем в Белградском университете. Входил в руководство Сербской социал-демократической партии (с 1905 года). Стал членом редакции журнала «Сербский литературный вестник».
С 1905 года занимал должность профессора сербской литературы Белградского университета. В 1908 году стал руководителем левого крыла партии Независимых радикалов. В 1910 году избран членом-корреспондентом Сербской королевской академии (сегодня Сербская академия наук и искусств). Умер в 1914 году, похоронен на Новом кладбище в Белграде.

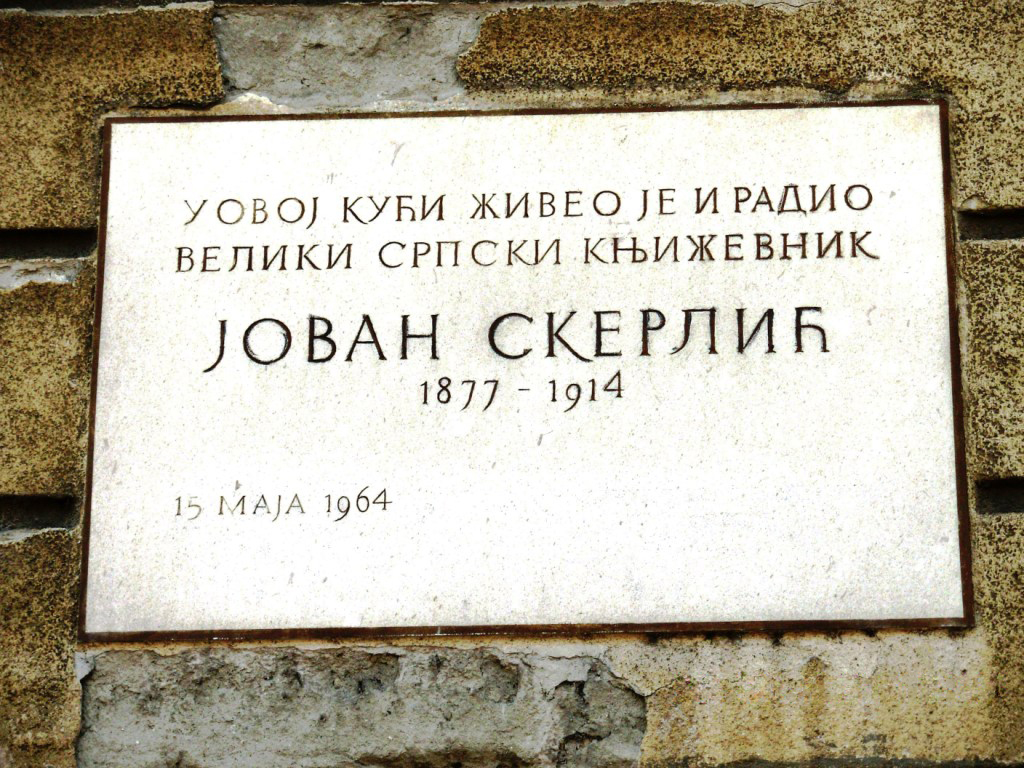
Мемориальная табличка на доме Скерлича в Белграде

## Творчество
Был одним из влиятельных деятелей культуры, литературоведом широкого диапазона.
Самыми значительными трудами являются «Омладина и её литература» (1906), «Сербская литература XVIII века» (1909), «Исторический обзор сербской печати» (1911), «История новой сербской литературы» (1912 и 1914), где её периодизация даётся на основе исторического процесса как движения народных масс к прогрессу, даётся критический анализ творчества сербских литераторов.
Взгляды на отношение искусства к действительности и проблему народности литературы изложены в работе «Уничтожение эстетики» и «Демократизация искусства» (1903).
Много работ посвятил сербским реалистам: «Яков Игнятович» (1904), «Светозар Маркович, его жизнь, деятельность и идеи» (1910, посмертная биография), интересовался творчеством С. Сремаца, Л. Лазаревича. Кроме того, Скерлич является автором статей о Г. Гейне, Э. Золя, П. Мериме, Г. де Мопассане, А. Пушкине, Н. Чернышевском, М. Горьком.